# سانی‌ساید، شهرستان فرسنو، کالیفرنیا
سانی‌ساید (به انگلیسی: Sunnyside) یک منطقهٔ مسکونی در ایالات متحده آمریکا است که در شهرستان فرسنو، کالیفرنیا واقع شده‌است. سانی‌ساید ۵٫۰۰۵ کیلومتر مربع مساحت و ۴٬۲۳۴ نفر جمعیت دارد و ۱۰۰ متر بالاتر از سطح دریا واقع شده‌است.